# Nikołaj Chromow
Nikołaj Dmitrijewicz Chromow (ros. Николай Дмитриевич Хромов, ur. 7 listopada 1946 w Kałudze) − rosyjski trener pięściarstwa, wieloletni główny trener reprezentacji Rosji, kandydat nauk pedagogicznych. Wcześniej amatorski bokser wagi lekkiej (60 kg), brązowy medalista mistrzostw Europy (1971).

## Kariera zawodnicza
W latach 1968–1972 był członkiem radzieckiej kadry narodowej. Dwukrotnie był mistrzem ZSRR w wadze lekkiej (1970, 1971). W 1971 roku w Madrycie zdobył brązowy medal mistrzostw Europy (w półfinale turnieju przegrał na punkty z Janem Szczepańskim). 

## Kariera trenerska
Trenerem jest od 1973 roku. W latach 1988–1991 był trenerem młodzieżowej reprezentacji ZSRR. W 1991 roku otrzymał odznaczenie Zasłużonego Trenera Rosyjskiej FSRR. W 1992 roku objął stanowisko głównego trenera rosyjskiej kadry narodowej. Piastował je przez trzynaście lat, do 2005 roku, gdy został zastąpiony przez swego byłego podopiecznego, Aleksandra Lebziaka. W grudniu 2008 roku Chromow ponownie został obrany głównym szkoleniowcem reprezentacji.